# Krzysztof Meisinger
Krzysztof Meisinger (ur. 3 sierpnia 1984 r. w Głogowie) – polski gitarzysta klasyczny.

## Życiorys
Gry na gitarze klasycznej uczył się u Bolesława Brzonkalika, Piotra Zaleskiego, Aniello Desiderio (Włochy) oraz Christophera Parkeninga (USA).
Występował w kraju i za granicą grając recitale solowe, muzykę kameralną oraz z orkiestrą m.in. w USA, Niemczech, Francji, Anglii, Serbii, Austrii, Hiszpanii, Grecji, na Łotwie i Ukrainie, w takich instytucjach jak Filharmonia Narodowa w Warszawie, Studio Koncertowe Polskiego Radia im. Witolda Lutosławskiego w Warszawie, Klainhans Music Hall w Buffalo (USA), Lysenko Hall Filharmonii Narodowej Ukrainy w Kijowie, Raitt Recital Hall w Malibu (USA), Filharmonia Poznańska, Zamek Królewski w Warszawie, Pałac w Wilanowie, Łazienki Królewskie w Warszawie, Sala Balowa Zamek w Łańcucie, Dworek Chopina w Dusznikach, czy w Oratorium Marianum Uniwersytetu Wrocławskiego.
Występował m.in. z Academy of St. Martin in the Fields, Orkiestrą Kameralną Polskiego Radia „Amadeus”, Polish String Quartet Berlin, Orkiestrą Kameralną Filharmonii Narodowej w Warszawie, Orkiestrą Symfoniczną Filharmonii Narodowej Ukrainy, Orkiestrą Kameralną „Leopoldinum”, Capellą Bydgostiensis, Toruńską Orkiestrą Symfoniczną, pod batutą dyrygentów takich jak Agnieszka Duczmal, José Maria Florêncio czy Massimiliano Caldi.
W 2002 roku został zaproszony przez Waldemara Malickiego do grania z nim w Quinteto Tango Nuevo – zespole wzorowanym na kwintecie Astora Piazzolli. W 2006 roku wystąpił z Orkiestrą Kameralną „Amadeus” na uroczystym koncercie jubileuszowym Agnieszki Duczmal w Auli UAM w Poznaniu.
Występował na wielu festiwalach, m.in. Festiwal Muzyki Polskiej w Krakowie, „Muzyka w Starym Krakowie”, Letni Festiwal Filharmonii Narodowej, EuroArt Meeting we Wrocławiu, „Toruń- Muzyka i Architektura”, czy Festiwal Laureatów Konkursów Muzycznych w Bydgoszczy.
Występował też z Marcelem Nisinmanem (bandoneon), Danielem Stabrawą (skrzypce), Anną Marią Staśkiewicz (skrzypce), Iwoną Hossą (sopran), Agnieszką Rehlis (mezzosopran). Na stałe współpracuje z aranżerem i dyrygentem Bernardem Chmielarzem oraz, od 2014 r., z sopranistką koloraturową Sumi Jo. Nagrywa także dla radia i telewizji. Zainspirował wielu kompozytorów do napisania nowych utworów na gitarę – m.in. cykl „Concerti Grossi” zadedykowany mu przez Dmitria Varelasa.
W 2011 roku album Iwona Hossa with Krzysztof Meisinger sings Karlowicz and Faure (wydany przez Orfeus Music) został nominowany do nagrody „Fryderyk” w kategorii „Album Roku Recital Solowy”.

## Nagrody i odznaczenia
Jest zwycięzcą i laureatem wielu konkursów ogólnopolskich i międzynarodowych m.in.:
- I miejsce, V Ogólnopolski Konkurs Gitary Klasycznej w Kielcach w 1998 roku,
- I miejsce, XVII Ogólnopolski Konkurs Gitary Klasycznej w Koninie w 1999 roku,
- I miejsce, Międzynarodowy Konkurs „Ghitaralia” w Przemyślu w 2001 roku (konkurs odbywał się pod honorowym patronatem Joaquina Rodrigo).
- I miejsce i nagroda specjalna, Międzynarodowy Konkurs Gitary Klasycznej – Łódź 2006,
- II miejsce, Międzynarodowy Konkurs Gitary Klasycznej – Kijów 2007

Stypendysta Ministra Kultury, Prezydenta Miasta Bydgoszczy, Fundacji KGHM „Polska Miedź” oraz programu stypendialnego Ministra Kultury „Młoda Polska”. W 2008 roku został zwycięzcą uczelnianym oraz jednym z 6 finalistów regionu kujawsko-pomorskiego konkursu Primus Inter Pares Student Roku 2008- konkursu na najlepszego studenta Polski.